# Campo de concentración de Stara Gradiška

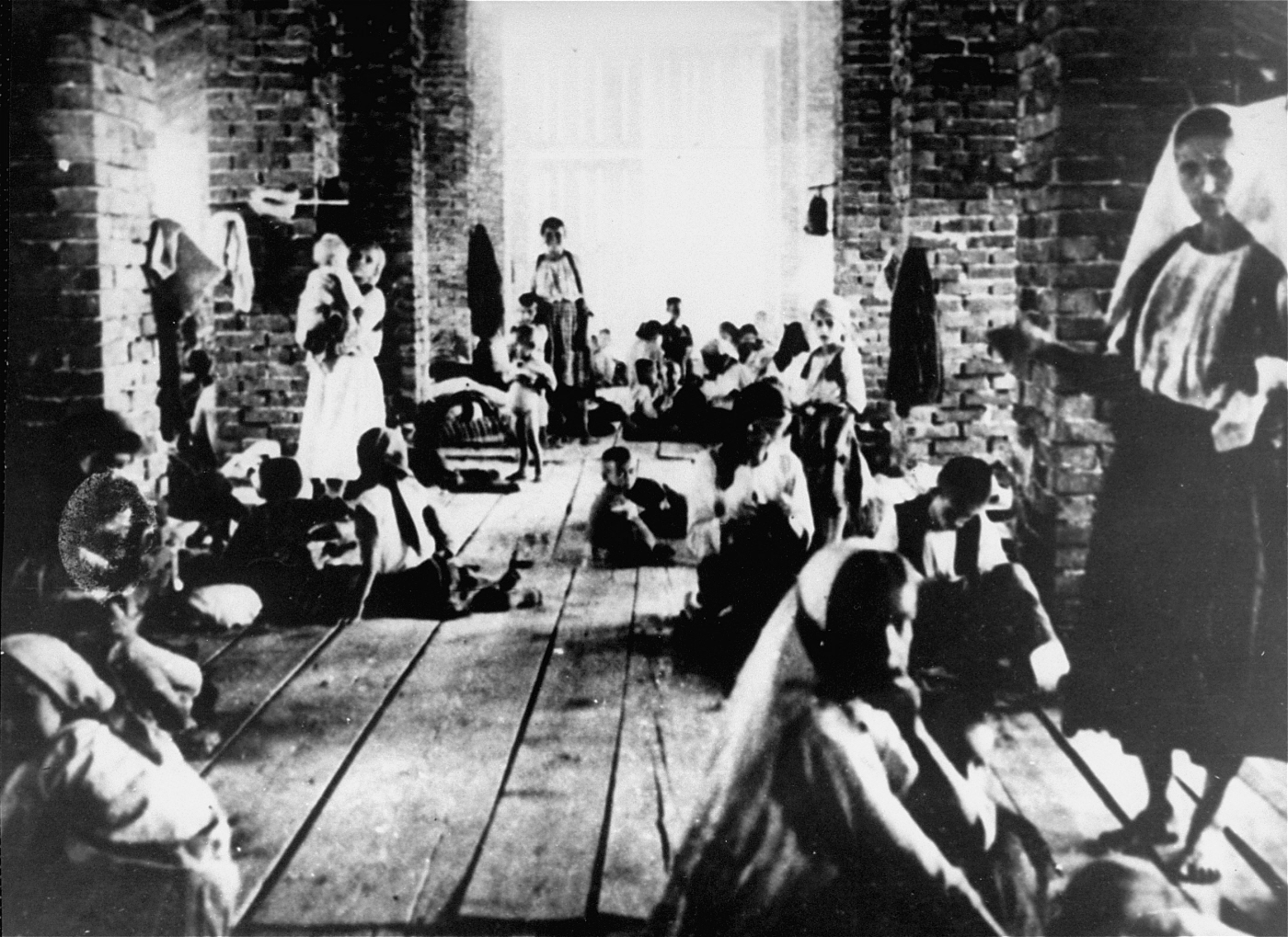
Mujeres y niños encerrados en la torre del campo de concentración de Stara Gradiška.

El campo de concentración de Stara Gradiška (en croata: Logor Stara Gradiška, en serbio: Логор Стара Градишка) fue el quinto subcampo del mayor campo de exterminio del Estado Independiente de Croacia (NDH), el Campo de concentración de Jasenovac, durante la Segunda Guerra Mundial. El campo de concentración fue establecido por el régimen croata Ustachá (ustaša) en agosto de 1941, y fue desmantelado en abril de 1945. En Stara Gradiška, el mayor número de víctimas fueron los serbios, entre otras minorías se encuentran judíos y gitanos.

## Víctimas
Según la lista de víctimas con nombre en el Memorial de Jasenovac, que incluye la investigación a partir de 2007, se han establecido los nombres y datos de 12.790 víctimas dentro del campo de concentración de Stara Gradiska.

## Biografía
- Rivelli, Marco Aurelio (1998). Le génocide occulté: État Indépendant de Croatie 1941–1945 [Hidden Genocide: The Independent State of Croatia 1941–1945] (en francés). Lausanne: L'age d'Homme.
- Rivelli, Marco Aurelio (1999). L'arcivescovo del genocidio: Monsignor Stepinac, il Vaticano e la dittatura ustascia in Croazia, 1941-1945 [The Archbishop of Genocide: Monsignor Stepinac, the Vatican and the Ustaše dictatorship in Croatia, 1941-1945] (en italiano). Milano: Kaos.

- Datos: Q1561708
- Multimedia: Stara Gradiška concentration camp / Q1561708